# Aleksandr Karelin
Aleksandr Aleksàndrovitx Karelin (en rus: Александр Александрович Карелин) (Novossibirsk, RSFSR, Unió Soviètica 1967) és un Heroi de la Federació Russa i un reeixit lluitador de lluita grecoromana, guanyador de quatre medalles olímpiques, considerat el lluitador d'estil grecoromà més gran i dominant de tots els temps.

## Carrera esportiva
Va participar, als 20 anys, en els Jocs Olímpics d'Estiu de 1988 celebrats a Seül (Corea del Sud) on, en representació de la Unió Soviètica, aconseguí guanyar la medalla d'or en la categoria de pes superpesant. En els Jocs Olímpics d'Estiu de 1992 celebrats a Barcelona (Catalunya), i competint per l'Equip Unificat, aconseguí revalidar la seva medalla d'or, un fet que també feu sota pavelló rus en els Jocs Olímpics d'Estiu de 1996 realitzats a Atlanta (Estats Units). En els Jocs Olímpics d'Estiu de 2000 realitzats a Sydney (Austràlia), la seva última participació olímpica, perdé la final davant el nord-americà Rulon Gardner, esdevenint la primera derrota de Karelin en 13 anys.
Va ser l'abanderat nacional en tres Jocs Olímpics consecutius: el 1988 per a la Unió Soviètica, el 1992 per a l'Equip Unificat i el 1996 per a Rússia.
Al llarg de la seva carrera ha guanyat nou medalles en el Campionat del Món de lluita, totes elles d'or, competició en la qual no va perdre mai cap combat. També guanyà dotze medalles en el Campionat d'Europa de lluita, totes també d'or.
Va ser nomenat el millor lluitador grecoromà del segle XX per la International Federation of Associated Wrestling Styles i forma part del FILA International Wrestling Hall of Fame des de la seva creació, el 2003.
El 1989, 1990, 1992 i 1994 va ser guardonat amb el "Cinturó d'Or" com a millor lluitador del planeta per la FILA.

## Carrera política
L'any 2000, després de retirar-se de la competició activa, es presentà pel partit Rússia Unida a la Duma Estatal en representació de l'óblast de Novossibirsk, un càrrec que desenvolupà fins al 2003. El 2007 fou escollit novament membre de la Duma Estatal en representació del krai de Stàvropol, esdevenint membre del comitè d'afers internacionals.
El 2020 va ser nomenat senador de l'Assemblea Legislativa de l'óblast de Novosibirsk al Consell de la Federació. Va assumir el càrrec el 25 de setembre de 2020 i és membre del comitè d'Afers Internacionals del consell. Va ser sancionat pel Regne Unit el 2022 amb relació a la guerra russo-ucraïnesa.